# Maïssa Bey
Maïssa Bey là đề cử của Samia Benameur  (sinh năm 1950), một nhà giáo dục và nhà văn người Algérie.

## Đời sống
Bà sinh ra ở Ksar Boukhari và dạy tiếng Pháp ở Sidi-Bel-Abbès ở phía tây Algeria. Năm 1996, bà xuất bản cuốn tiểu thuyết đầu tiên  Au bắt đầu était la mer. Tuyển tập truyện của bà Nouvelles Keyboardlgérie được xuất bản năm 1998 và nhận giải thưởng Grand Prix de la nouvelle của Société des gens de lettres. Cuốn tiểu thuyết Cette fille-là năm 2001 của bà đã được trao giải thưởng Prix Marguerite Audoux. Vào năm 2005, bà đã nhận được giải thưởng Grand Prix des libraires algériens cho công việc của mình cho đến nay.
Bà là người đồng sáng lập của nhà xuất bản Chèvre-feuille étoilée. Năm 2000, bà đã giúp thành lập Paroles et écratio, một hiệp hội văn hóa của phụ nữ Algeria.

## Tác phẩm chọn lọc[2]
- Entendez-vous dans les montagnes, tiểu thuyết (2002)
- Surtout ne te retourne pas, novel (2005)
- Sous le jasmin la nuit, truyện (2006)
- Bleu, blanc, vert, novel (2007), đã nhận được Cezam Prix Littéraire Inter CE [6]
- Pierre, Sang, Papier ou Cendre, tiểu thuyết (2008), đã nhận được Grand Prix du roman francophone SILA [5]
- L'une et l'autre, tự truyện (2009)
- Puisque mon cœur est mort, tiểu thuyết (2009)